# قشلاق محمدبیگ علیا
قشلاق محمدبیگ علیا یک روستا در ایران است که در دهستان هیر واقع شده‌است. قشلاق محمدبیگ علیا ۱۴۶ نفر جمعیت دارد.